# Rue Cases-Nègres
Rue Cases-Nègres je francouzský hraný film z roku 1983, který režíroval Euzhan Palcy podle románu Josepha Zobela La Rue Cases-Nègres vydaného v roce 1950. Děj se odehrává na počátku 30. let 20. století mezi zemědělskými dělníky na Martiniku. Snímek měl světovou premiéru na Filmovém festivalu v Benátkách dne 1. září 1983.

## Děj
Film začíná v Rivière-Salée, vesnici zemědělských dělníků v na Martiniku v srpnu 1930. Zobrazuje boj babičky M'man Tine o to, aby její vnuk José, kterého vychovává sama, získal dobré vzdělání, které mu umožní stát se státním úředníkem, a tím se vyhnout v práci na polích cukrové třtiny. Médouze, starý moudrý muž z vesnice, Josého zasvěcuje do tradic a starých kultů. Pan učitel Roc bude pro malého chlapce stálou oporou. Konec filmu je umístěn do poloviny května 1931.

## Obsazení
| Garry Cadenat     | José                     |
| Darling Legitimus | M’man Tine, jeho babička |
| Douta Seck        | Médouze                  |
| Joby Bernabé      | pan Saint Louis          |
| Marie Ange Farot  | paní Saint Louis         |
| Francisco Charles | správce                  |
| Marie-Jo Descas   | Léopoldova matka         |
| Laurent Saint Cyr | Léopold                  |
| Henri Melon       | učitel Roc               |
| Eugène Mona       | Julien                   |
| Joël Palcy        | Carmen                   |
| Mathieu Crico     | Gesner                   |
| Tania Hamel       | Tortilla                 |
| Maïté Marquet     | Aurélie                  |
| Dominique Arfi    | šéf Carmen               |
| Emilie Blameble   | paní Fusil               |

## Ocenění
- Zvláštní stříbrný lev za nejlepší první dílo na filmovém festivalu v Benátkách (Euzhan Palcy)
- Coupe Volpi pro nejlepší herečku (Darling Légitimus)
- César pro nejlepší filmový debut
- Cena diváků na panafrickém filmovém a televizním festivalu v Ouagadougou